# Jens Olivur Lisberg

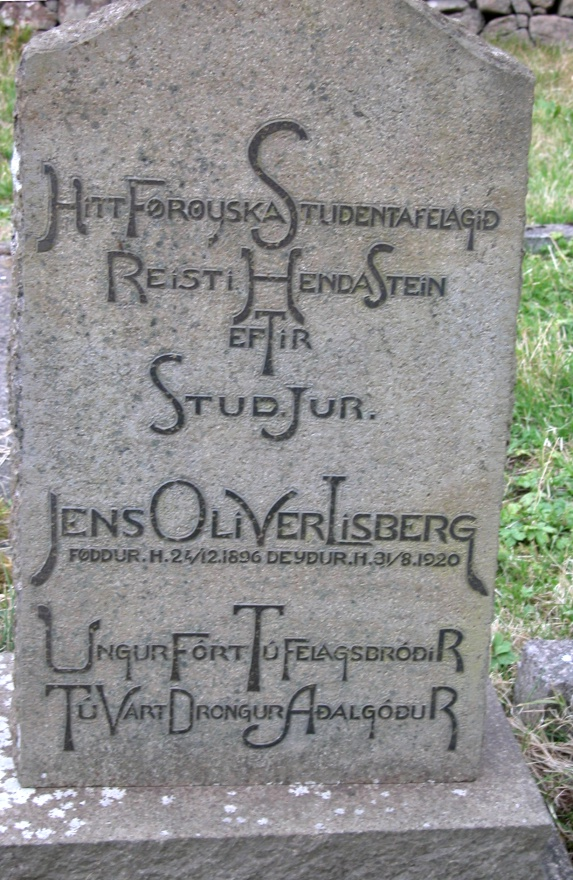
Minnesstenen i Fámjin: Ungur fórt tú felagsbróðir - tú vart drongur aðalgóður

Jens Olivur Lisberg (eller Jens Oliver Lisberg), född 24 december 1896 i Fámjin, död 31 augusti 1920 (lunginflammation), var en färöisk juridikstudent. Han är känd för att ha skapat prototypen för Färöarnas flagga (kallad Merkið).
Även om han gjorde flaggan tillsammans med medstudenterna Janus Øssursson från Tórshavn och Paul Dahl från Vágar är det Lisberg som har fått den största delen av äran, mest för att det var han som först hissade flaggan i sin hemby Fámjin den 22 juni 1919.
Lisberg avled i lunginflammation och han hyllades av Førøyska Studentafelagið, den färöiska studentföreningen.